# Caparàcies
Les caparàcies (Capparaceae) són una família de plantes angiospermes de l'ordre de les brassicals (Brassicles), dins del clade de les màlvides, un subclade de les ròsides. Conté més de 400 espècies, agrupades en quinze gèneres. La seva distribució és especialment important en les zones tropicals i subtropicals del món.

## Taxonomia
Aquesta família va ser descrita per primer cop l'any 1789, amb nom de Capparides, a l'obra Genera Plantarum del botànic francès Antoine-Laurent de Jussieu (1748 – 1836).

### Gèneres
Dins d'aquesta família es reconeixen els quinze gèneres següents:
- Bachmannia Pax
- Beautempsia (Benth. & Hook.f.) Gaudich.
- Boscia Lam.
- Buchholzia Engl.
- Cadaba Forssk.
- Capparis Tourn. ex L.
- Crateva L.
- Hypselandra Pax & K.Hoffm.
- Maerua Forssk.
- Morisonia Plum. ex L.
- Neocalyptrocalyx Hutch.
- Neothorelia Gagnep.
- Poilanedora Gagnep.
- Ritchiea R.Br. ex G.Don
- Thilachium Lour.